# Under the Covers: Essential Red Hot Chili Peppers
Under the Covers: Essential Red Hot Chili Peppers – album Red Hot Chili Peppers zawierający covery wielu słynnych artystów wydany w 1998 roku.

## Spis utworów
1. „They're Red Hot”
2. „Fire”
3. „Subterranean Homesick Blues”
4. „Higher Ground”
5. „If You Want Me To Stay”
6. „Why Don't You Love Me”
7. „Tiny Dancer” (Live)
8. „Castles Made of Sand” (Live)
9. „Dr. Funkenstein” (Live)
10. „Hollywood (Africa)”
11. „Search and Destroy”
12. „Higher Ground”
13. „Hollywood” (Africa)
14. „Havana Affair” (Ramones)